# On denoting
On denoting (Over het verwijzen) is een essay van Bertrand Russell. Het werd gepubliceerd in het filosofieblad Mind in 1905. Daarin introduceert en verdedigt Russell zijn theorie dat proposities (beweringen) betekenis hebben, dat wil zeggen waar of onwaar zijn. Objecten zelf hebben geen betekenis. Wel kunnen zij onderwerp zijn in een propositie.
Russell zet zich hierbij af tegen Alexius Meinong en Gottlob Frege die objecten, in zijn visie, wel een betekenis toekenden. Zo verwerpt hij bij Frege de "Sinn" uit diens "Sinn und Bedeutung".

## Definities
- Denoting = Verwijzen. Dat wil zeggen waar of onwaar.
- Definite description = Zelfstandig naamwoord, vaak voorafgegaan door een lidwoord, dat duidt op iets specifieks.
- Indefinite description = Zelfstandig naamwoord, eventueel voorafgegaan door een lidwoord, dat niet duidt op een specifiek exemplaar.

## De "denoting phrase"

### Russells concept van een denoting phrase
Voor Russell is de denoting phrase een semantisch complexe uitdrukking, die kan dienen als het grammaticale onderwerp van een zin.  
Paradigma voorbeelden houden definite descriptions (De kortste spion) en indefinite descriptions (sommige mensen) in. Een phrase hoeft geen betekenis te hebben om een denoting phrase te zijn. Bijvoorbeeld "Het grootste priemgetal" is zo'n phrase al bestaat het grootste priemgetal niet (er is altijd een groter te vinden). Volgens Russells theorie dragen denoting phrases geen objecten bij als opbouwende eenheden van een propositie. Denotation, in andere woorden, is een semantisch inerte eigenschap. 
Waar Frege meende dat er twee betekenissen waren in iedere term, phrase of zin (Sinn und Bedeutung) verwerpt Russell de Sinn en geeft daarvoor argumenten.

### Meinong
Russell zet zich hierbij af tegen de theorie van objecten (Gegenstände) van Alexius Meinong die, volgens Russell, ontologisch promiscu en contradictoir is. Beide kritieken stammen van Meinongs theorie dat er een object is, of dit nu existentieel of substantieel is, voor iedere verzameling van eigenschappen. Daarom is er een object dat beide rond is en niet-rond of rond en vierkant. Russell beargumenteert dat in Meinongs theorie "De huidige koning van Frankrijk" zowel bestaat als niet bestaat. Hiertegenover staat overigens, dat Meinong geen bestaan toekent aan niet-bestaande objecten. Russell beschuldigt Meinong ook van het overtreden van de wet van non-contradictie door te zeggen dat een vierkante cirkel zowel rond is als niet-rond. Meinong aan de andere kant meent dat de logicawetten niet gelden voor objecten die niet bestaan (Gegenstände jenseits von Sein und Nicht-Sein).

### Verwijzing naar niet bestaande onderwerpen
De theorie van Meinong liet volgens Russell contradicties toe. Bijvoorbeeld: "De huidige koning van Frankrijk is kaal" is dan een ware bewering, evenals "De huidige koning van Frankrijk is niet kaal" een ware bewering is. Dit was, volgens Russell, geen goede basis voor de logica. Daarom stelde hij voor de zin "De huidige koning van Frankrijk is kaal" te splitsen in drie proposities, die alle drie waar moesten zijn om de propositie waar te maken:
1. Er is minstens één huidige koning van Frankrijk.
2. Er is hoogstens één huidige koning van Frankrijk.
3. Deze is kaal.

Omdat de eerste propositie onwaar is, is ook "De huidige koning van Frankrijk" onwaar. Op die manier hoopte Russell een contradictie bij een niet-bestaand onderwerp te vermijden.